# Explosion de Gbomblora
L'explosion de Gbomblora est survenue le 21 février 2022 lorsqu'une explosion majeure, suivie de plusieurs plus petites, s'est produite dans une mine à Gbomblora, dans le département de Gbomblora, au Burkina Faso.
Une soixantaine de personnes ont été tuées et de nombreuses personnes sont blessées.

## Déroulement et causes
L'explosion s'est produite sur un site informel d'extraction d'or dans la Région du sud-ouest du Burkina Faso.
Les causes de l'explosion dans la province du Poni ne sont pas identifiées dans les premières heures. Sur le site de l'explosion, les arbres sont abattus et de maisons en tôle détruites.
Le type d'exploitation d'extraction d'or sur le site n'est pas connu. Le Burkina Faso abrite quelques grandes mines d'or gérées par des sociétés internationales, mais aussi des centaines de petits sites informels qui fonctionnent sans surveillance et sans réglementation. Ces mines artisanales sont les lieux de travail d'enfants et de fréquents accidents. Les mines aiguisent aussi l'appétit des groupes islamistes liés à Al-Qaïda et à l'État islamique qui cherchent à contrôler les sites pour financer leurs attaques violentes. Cependant, l'explosion de lundi s'est produite à des centaines de kilomètres de l'endroit où ces groupes opèrent.
Le Burkina Faso est le producteur d'or à la croissance la plus rapide d'Afrique et actuellement le cinquième du continent, l'or étant l'exportation la plus importante du pays. L'industrie emploie environ 1,5 million de personnes et valait environ 2 milliards de dollars en 2019.
De petites mines d'or comme Gbomblora se sont développées ces dernières années, avec quelque 800 à travers le pays. Une grande partie de l'or est passée en contrebande vers le Togo, le Bénin, le Niger et le Ghana voisins,.

## Bilans
Une soixantaine de personnes ont été tuées et des dizaines d'autres blessées le lundi, pour arriver à plus de 100 personnes blessées.
Les explosions sont très probablement liées aux produits chimiques utilisés pour traiter l'or.